# OBAK Odessa
OBAK (ukr. «Одеський британський атлетичний клуб» (О.Б.А.К.)) – ukraiński klub piłkarski z siedzibą w mieście Odessa, w południowo-zachodniej części kraju, działający w latach 1878–1917. Był pierwszym klubem, założonym na terytorium współczesnej Ukrainy oraz Imperium Rosyjskiego.

## Historia
Chronologia nazw:
- 1878: OBAK [Odessa British Athletic Club] (ukr. «Одеський британський атлетичний клуб» (О.Б.А.К.), ros. «Одесский британский атлетический клуб» (О.Б.А.К.))
- 1917: klub rozwiązano

Klub OBAK (Odeski Brytyjski Atletyczny Klub) został założony w Odessie w 1878 roku przez Brytyjczyków (pracowników firm handlowych, przedsiębiorstw żeglugi parowej, telegrafu indoeuropejskiego).
Do klubu należało 40 osób. Prezesem klubu został wybrany Konsul Generalny Anglii D. Smith.
Oprócz piłki nożnej klub posiadał sekcje tenisa i krykieta.
W 1884 roku klub wybudował pierwsze i jedyne wówczas w Odessie zamknięte boisko do piłki nożnej, które znajdowało się naprzeciw obecnego Odeskiego Studia Filmowego przy Bulwarze Francuskim, daczy Falz-Feina.
Do 1894 roku w drużynie występowali jedynie Anglicy. Pierwszymi miejscowymi zawodnikami klubu byli Siergiej Utoczkin, Piotrowski i przyszły założyciel Klubu Sportowego Kryżanowski. Petycję o zatwierdzenie Statutu klubu piłkarskiego skierowaną do burmistrza Odessy Apolla Grigoriewa, podpisaną przez Charlesa Smitha 16 (29) marca 1907 roku, złożyli poddani brytyjscy: Henry Rogers, Walter Carpenter, Harry Kinnack, Thomas Hutchinson, James Martin, Karl Dunlow i John Pitts. W 1911 roku klub został jednym z założycieli Odeskiej Ligi Piłki Nożnej i wziął udział w pierwszych w historii odeskiej piłki nożnej mistrzostwach miasta. W 1913 czterej piłkarze klubu w składzie reprezentacji Odessy zostali mistrzami Rosji. Zespół występował w lokalnych rozgrywkach miasta aż do swojego rozwiązania w 1917 roku.

## Sukcesy
- mistrz Odessy: 1911 (wiosna), 1911/12.
- wicemistrz Odessy: 1912/13
- brązowy medalista mistrzostw Odessy: 1916/17